# Carlos Martínez Álvarez
Pour les articles homonymes, voir Carlos Martínez, Martínez et Álvarez.

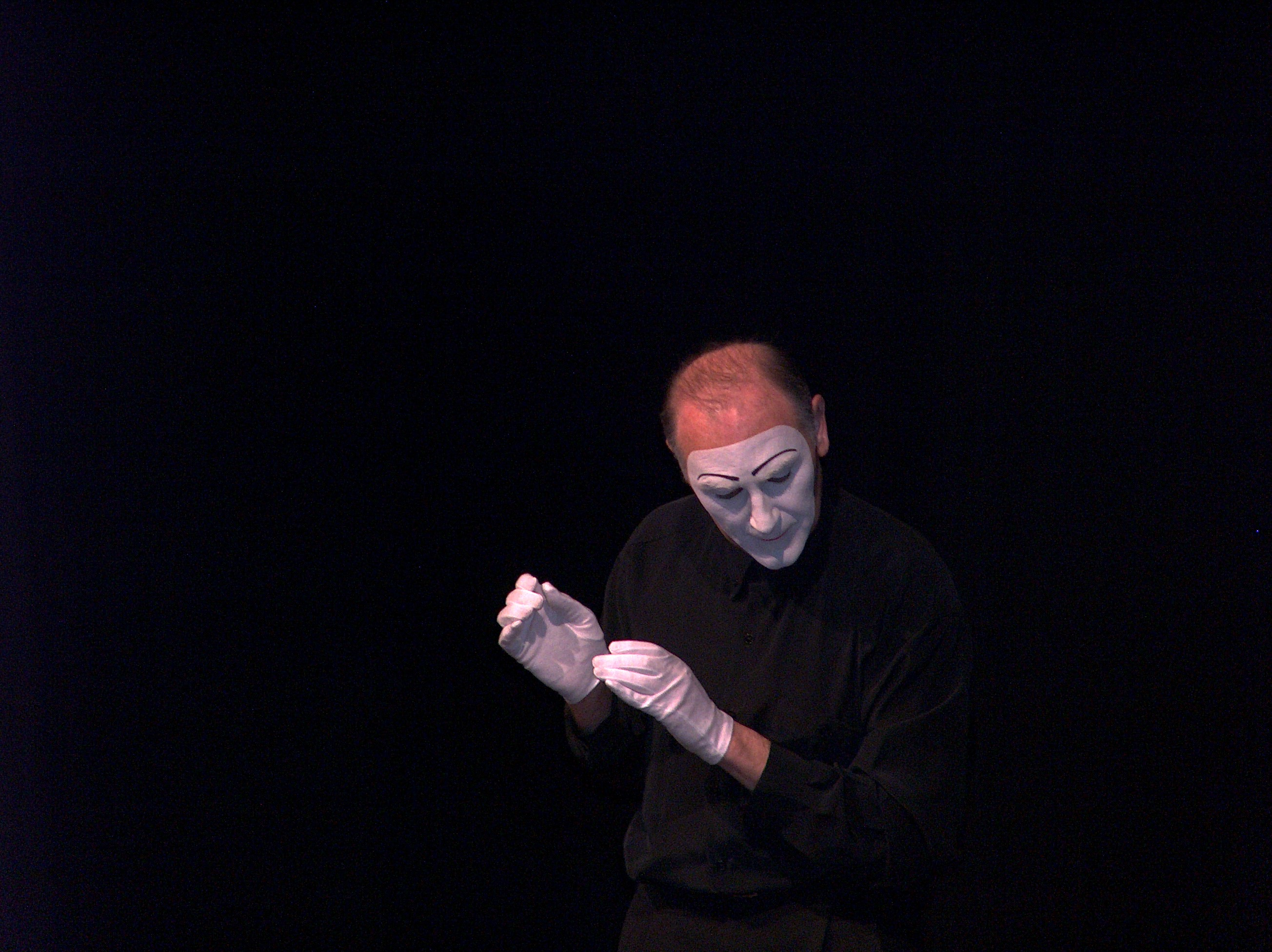
Carlos Martínez en 2005.

Carlos Martínez Álvarez, né le 30 septembre 1955 à Pravia (Asturies), est un acteur qui se consacre au mime depuis 1982. Il a créé un monde de gestes qui entremêle un rythme précis et une technique soignée. Carlos Martinez a donné des cours de pantomime, de théâtre et d'expression corporelle dans les écoles, les collèges et les universités. Son art sans paroles lui a permis de participer à de nombreuses manifestations internationales (théâtres, conventions, expositions, festivals des arts de la scène, télévision et conférences).

## Récompenses
En reconnaissance de son travail comme mime, Carlos Martínez a été récompensé en 2002 par la fondation allemande « Bible et Culture »  comme artiste de l'année.
En 2005, Carlos Martinez s'est vu attribuer le prix de l’honneur du XXI Festival d'Almada (Portugal), pour son spectacle Fait Main.
En 2009, son spectacle Books without Words (Livres sans paroles) a gagné le prix public  au festival TeatroAgosto à Fundão, Portugal.
En reconnaissance de son travail comme mime, Carlos Martínez a été récompensé en 2018 par l'organisation « World Mime Organisation » .

## Publications
- Der Poet der Stille, 2020 (LIVRE; publié en allemand)[9].
- Still My Bible, 2016 (DVD)
- Books without Words (Livres sans mots), 2012 (DVD) [10]
- From the Dressing Room, 2011 (LIVRE; publié en anglais)[11].
- Desde el camerino, 2011 (LIVRE; publié en espagnol)[12].
- Ungeschminkte Weisheiten, 2009 (LIVRE; publié en allemand)[13].
- Hand Made, 2007 (DVD).
- Human Rights, 2005 (DVD).
- My Bible, 2003 (DVD).
- Depuis la loge, 2023 (LIVRE).
- Parole de mime, 1995 (LIVRE).
- En silence, 1992 (LIVRE; publié en espagnol, allemand et français).